# August Waibel
August Waibel (* 28. Jänner 1876 in Hohenems; † 11. September 1937 ebenda) war ein österreichischer Politiker (CSP) und Lehrer. Er war von 1923 bis 1937 Abgeordneter zum Vorarlberger Landtag und von 1919 bis 1932 Bürgermeister von Hohenems.

## Ausbildung und Beruf
Waibel besuchte zunächst die Volksschule in Hohenems und absolvierte danach die Lehrerbildungsanstalt in Feldkirch. Er arbeitete zwischen den Jahren 1894 und 1899 als Lehrer in Emsreute und unterrichtete danach zwischen 1899 und 1919 als Lehrer an der Volks- und Bürgerschule in Hohenems. Zudem war er von 1910 bis 1937 Kirchenpfleger.

## Politik und Funktionen
Waibel war Mitglied der Christlichsozialen Partei und engagierte sich zudem in zahlreichen Vereinen. So war er als im Jahr 1898 Gründer des Turnclubs des Arbeitervereins Hohenems, der später als Turnerbund Hohenems firmierte und wirkte zwischen den Jahren 1905 und 1931 als dessen Obmann. Des Weiteren war er Mitbegründer des Vorarlberger Rheingaues und wirkte dort zwischen den Jahren 1906 und 1923 als Gauturnwart. 1924 wurde er zum Ehrengauturnwart ernannt. Er war des Weiteren Mitglied der Raiffeisenkasse Hohenems, hatte dort zwischen 1898 und 1912 die Funktion des Vorsitzenden des Aufsichtsrates inne und wirkte von 1914 bis 1918 als Zahlmeister. Des Weiteren war er Mitglied der Freiwilligen Feuerwehr Hohenems und Mitglied sowie Ehrenmitglied des Radfahrvereins Hohenems.
Lokalpolitisch engagierte sich Waibel zwischen 1909 und 1937 lokalpolitisch als Mitglied der Gemeindevertretung von Hohenems, wobei er vom 3. Juni 1919 bis zum 11. September 1932 die Geschicke seiner Heimatgemeinde Hohenems als Bürgermeister lenkte. Als Abgeordneter des Wahlbezirkes Feldkirch vertrat er die Christlichsoziale Partei zwischen dem 6. November 1923 und dem 21. November 1932 im Vorarlberger Landtag. Er war zudem von 1923 bis 1928 Mitglied im Volkswirtschaftlichen Ausschuss und im Sitzungsjahr 1930 Mitglied im Rechtsausschuss.

## Privates
August Waibel wurde als Sohn des Altgemeinderats, Schuhmachermeisters und Kirchenpflegers Ferdinand Waibel und dessen Gattin Rosina Schwenninger geboren. 1907 heiratete er in Rankweil Paulina Dietrich und wurde zwischen 1908 und 1931 Vater von fünf Söhnen und drei Töchtern. 